# Magsingal
Magsingal is een gemeente in de Filipijnse provincie Ilocos Sur op het eiland Luzon. Bij de laatste census in 2010 telde de gemeente ruim 28 duizend inwoners.

## Geografie

### Bestuurlijke indeling
Magsingal is onderverdeeld in de volgende 30 barangays:
| - Alangan - Bacar - Barbarit - Bungro - Cabaroan - Cadanglaan - Caraisan - Dacutan - Labut - Maas-asin | - Macatcatud - Manzante - Maratudo - Miramar - Namalpalan - Napo - Pagsanaan Norte - Pagsanaan Sur - Panay Norte - Panay Sur | - Patong - Puro - San Basilio - San Clemente - San Julian - San Lucas - San Ramon - San Vicente - Santa Monica - Sarsaracat |

## Demografie
Magsingal had bij de census van 2010 een inwoneraantal van 28.302 mensen. Dit waren 687 mensen (2,5%) meer dan bij de vorige census van 2007. Ten opzichte van de census van 2000 was het aantal inwoners gegroeid met 2.722 mensen (10,6%). De gemiddelde jaarlijkse groei in die periode kwam daarmee uit op 1,02%, hetgeen lager was dan het landelijk jaarlijks gemiddelde over deze periode (1,90%).

De bevolkingsdichtheid van Magsingal was ten tijde van de laatste census, met 28.302 inwoners op 84,98 km², 333 mensen per km².